# Шевцов, Иван Сергеевич
Иван Сергеевич Шевцов (род. 11 февраля 1993, Красноярск) — российский игрок в хоккей с мячом, полузащитник хоккейного клуба «Сибсельмаш». Мастер спорта России международного класса (2015).

## Карьера

### Клубная
В возрасте 7 лет начал заниматься хоккеем с мячом в школе красноярского «Енисея». Первый тренер — Ю. И. Третьяков.
Играет на позиции бортового полузащитника.
В сезоне 2009/10 провёл свои первые игры за команду «Енисей-2» в первенстве России среди команд первой лиги.
11 ноября 2012 года дебютировал за «Енисей» в игре против «Байкал-Энергии» в Суперлиге. В составе команды становится трёхкратным чемпионом России (2014, 2015, 2016), в 2015 году побеждает в Кубке мира. По завершении сезона 2018/19 покидает «Енисей».
В сезонах 2019/20 и 2020/21 был игроком московского «Динамо», с которым дважды побеждает в Кубке России и в незавершённом чемпионате России сезона 2019/20.
С 2021 по 2025 год вновь в составе «Енисея».
С мая 2025 года — игрок новосибирского «Сибсельмаша».

### В сборной
В составе сборной России на чемпионате мира 2015 года, по итогам которого становится победителем турнира (5 игр, 4 мяча).

## Достижения
«Енисей»
- Чемпион России (3): 2013/14, 2014/15, 2015/16
- Серебряный призёр чемпионата России: 2017/18
- Бронзовый призёр чемпионата России (2): 2012/13, 2016/17
- Финалист Кубка России (3): 2014, 2016, 2017
- Обладатель Суперкубка России (2): 2016, 2017 (осень)
- Обладатель Кубка мира: 2015
- Серебряный призер первенства России среди молодежных команд: 2014
- Победитель первенства России среди юниоров: 2010
- Серебряный призёр первенства России среди юниоров: 2011
- Победитель первенства России среди старших юношей: 2010

«Динамо» (Москва)
- Чемпион России: 2019/20
- Серебряный призёр чемпионата России: 2020/21
- Обладатель Кубка России (2): 2019, 2020

Сборная России
- Чемпион мира: 2015
- Чемпион мира среди молодёжных команд: 2013
- Чемпион мира среди юниоров: 2012
- Чемпион мира среди младших юношей: 2008[10]

Личные
- Лучший новичок сезона: 2014[11]

### Комментарии
1. ↑  Количество игр и голов за клуб(ы) в высшем дивизионе чемпионатов России
2. ↑  Результативные передачи